# Кадулин, Владимир Фёдорович
Влади́мир Фёдорович Каду́лин (псевдонимы: Н. Наядин, Наядин, К. Дулин, Вальдемар К., Вальдемар; монограммы: В. К., К. Д. и др.; 1884, Каменец-Подольский, Подольская губерния, Российская империя — 22 января 1957, США) — российский и американский художник-график, карикатурист, плакатист. Автор серий карикатур «Типы студентов», «Типы курсисток», «Типы гимназистов» и др., свыше 200 художественных почтовых карточек, выпускавшихся киевским издательством «Рассвет», серии рисунков «Дело Бейлиса» и др.

## Биография
Родился в 1884 году в дворянской семье. Учился в Санкт-Петербургском юнкерском училище, в 1900 году поступил в Московское училище живописи, ваяния и зодчества, с 1902 года продолжил обучение в Киевском художественном училище. Учёбе препятствовали материальные трудности.
Известно о прошении Кадулина на имя директора училища академика архитектуры В. Н. Николаева:

В настоящее время я поставлен в очень скверное положение — у меня нет не только денег на краски, холст и т. п., но нет (и негде достать, так как живу в Киеве недавно и почти не имею знакомых) на более существенные нужды. Почему я обращаюсь к Вашему Высокородию с просьбой помочь мне, давши заимообразно 10 руб.
В выдаче средств было отказано.
В 1905 году Кадулин не сдал экзамены и был отчислен «по причине непосещения».
После революции 1905 года приобрёл известность как мастер сатирического рисунка, рисовал рекламные плакаты, сотрудничал с различными изданиями с иллюстрированными приложениями, в числе которых газеты «Киевская жизнь», «Киевская заря», «Киевская речь» (все 1906), «Киевский голос» (приложение «Киевская искра», 1907—1911), «Киевская мысль» (1907—1914), «Зритель» (1918), петербургский «Журнал журналов» (1906), киевские журналы «Гвоздь» (1907), «Киевский звонок» (1912), «Урод» (1918).

Был приглашён издателем С. А. Абрамовым, возглавлявшим киевское издательство «Рассвет», для работы над серией художественных почтовых карточек «Русские юмористические открытки». Серия пользовалась успехом, в 1911 году, когда выпуск ещё не был завершён, издательство получило за неё золотую медаль на выставке открыток в Варшаве. Затем последовали серии «Типы студентов», «Типы курсисток», «Типы гимназистов», «Пьяная серия». Кадулин рисовал также карикатуры на бытовые сюжеты, пасхальные и рождественские открытки. Открытки выпускались в десятках тысяч экземпляров.

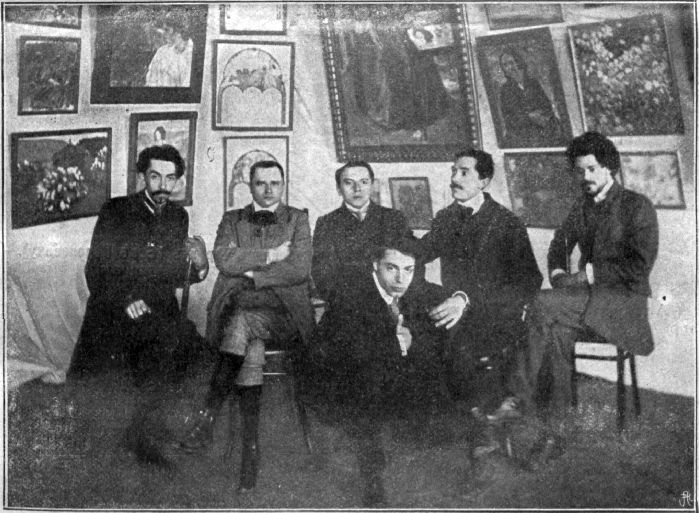
Группа инициаторов созыва Всероссийского съезда художников. Слева направо: В. П. Матвеев, Б. К. Яновский, А. И. Филиппов, П. Б. Миллер, Г. Г. Бурданов, В. Ф. Кадулин. Киев. 1910

В 1910 году Кадулин участвовал во Всероссийском съезде художников и художественных деятелей в составе делегации киевских художников (В. П. Матвеев, Б. К. Яновский, А. И. Филиппов, П. Б. Миллер, Г. Г. Бурданов и др.).
Ряд кадулинских рисунков 1913 года был посвящён «делу Бейлиса». В годы Первой мировой войны художник создавал работы на военно-сатирические темы, в годы революции в числе объектов карикатур были большевики.
После революции 1917 года оказался в эмиграции. В начале 1920-х годов жил в Стамбуле, позднее в Нью-Йорке. Продолжал рисовать, обращаясь к самым разным темам, но такого успеха, как на родине, не имел.
Умер в США в 1957 году. Похоронен на Русском кладбище в Ново-Дивееве.

## Творчество

### Темы и сюжеты
Характерными чертами этого художника было глубокое знание жизни той среды, из которой он черпал сюжеты для своих работ, высокий профессионализм и удивительная работоспособность.

В сериях «Типы студентов», «Типы курсисток», «Типы гимназистов», выполненных Кадулиным в 1911—1915 годах для издательства «Рассвет», карикатурно представлены типажи учащихся киевских учебных заведений, определяемые художником по специализации, национальности и убеждениям, а также сюжеты из студенческой жизни и картины быта.
Объектами карикатур были «вечные студенты», академист и студент-путеец, первокурсник и первокурсница, физик и филолог, поляк и украинец, еврей и националист, член кавказского землячества и социал-демократ, медичка и фребеличка, русская суфражистка и распорядитель танцев, персонажи, придерживавшиеся позиции «Не хочу учиться, а хочу жениться» и др.; в числе сюжетов юмористических рисунков «квартирный вопрос», «проблема равновесия тел в пространстве» после вечеринки, беготня по урокам, очереди в ломбард и за билетами на галёрку. Подписи к карикатурам часто придумывал издатель Соломон Абрамов. Иногда Кадулин подписывал работы своей фамилией, иногда псевдонимами и монограммами — Наядин, К. Дулин, Вальдемар К., В. К., К. Д. и др.
Выполненный Кадулиным портрет Т. Г. Шевченко выпущен издательством Коломейца в Японии (1912) и издательством К. Гордиенко в Киеве (1917). Рисунки, сделанные на судебном процессе по делу М. Бейлиса в 1913 году, были выпущены в альбомном издании «„Дело Бейлиса“ в рисунках худ. Кадулина и фотографиях» (Киев, 1913). Рисунок «В. Короленко среди журналистов на балконе во время судебного заседания» воспроизводится в собрании сочинений писателя.

Объектами политических сатирических рисунков служили государственные деятели, министры, чиновники, в числе которых С. Ю. Витте, В. М. Пуришкевич, Б. М. Юзефович и др., в ряде карикатур отразились сюжеты, связанные с Первой мировой войной, приходом большевиков.
Работы начала 1920-х годов связаны с Константинополем. В Нью-Йорке Кадулин работал как иллюстратор, обращался к российским темам и сюжетам.

### Художественные особенности и оценки
Относя В. Ф. Кадулина к «ярким представителям киевских карикатуристов» предреволюционных лет, Е. П. Демченко отмечает, что «в его работах этого времени наглядно сочетаются мастерство исполнения и художественная выразительность, злободневность темы и острота сатиры». По определению исследовательницы, особенность графического языка Кадулина — чередование «прозрачного и тонкого рисунка» с «ударами чёрных пятен».
Называя характерными чертами Кадулина «глубокое знание жизни той среды, из которой он черпал сюжеты для своих работ» и «удивительную работоспособность», филокартист М. С. Забочень отмечает его «высокий профессионализм»:

Обладая той лёгкостью кисти, которой мог бы позавидовать каждый художник, В. Ф. Кадулин никогда не «вымучивал» заданный ему сюжет. Художественное решение рождалось и воплощалось в зримый образ в кратчайшие сроки.
Исследователь истории Киева М. Б. Кальницкий отмечает «поразительную наблюдательность и острый юмор» художника.

## Наследие и память

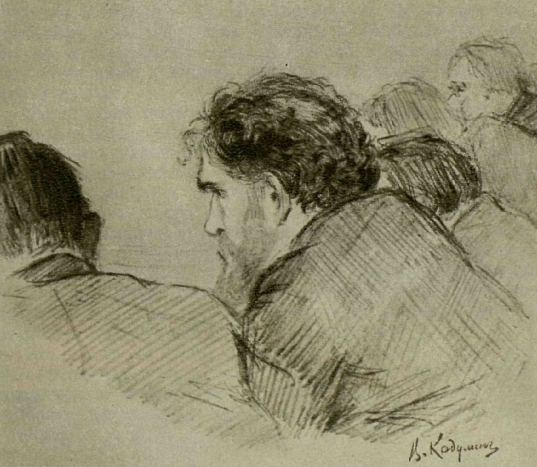
В. Короленко среди журналистов на балконе во время судебного заседания по делу Бейлиса. 1913

Художественные карточки работы В. Ф. Кадулина, выпускавшиеся в Киеве в 1911—1915 годах, опубликованы в издании «Открытки издательств „Рассвет“ и „Творчество“: История. Издатель. Каталог» (СПб., 2004).
В 2012 году кадулинские открытки и биографический очерк о художнике опубликованы в книге Сергея Сурнина «Весёлый „Рассвет“, или Юмор по-киевски». В 2015 году собранные коллекционером работы Кадулина были представлены на выставке «Юмор по-киевски» в Киеве. По оценкам прессы, сюжеты открыток играют также «историко-документальную роль, помогая историкам и любителям старины совершить своеобразный экскурс в прошлое».
Работы художника эмигрантского периода продаются на аукционах в США.

## Комментарии
1. ↑  Cлушательница курсов Ф. Фрёбеля.